# Катастрофа Ил-18 под Нюрнбергом
Во вторник 28 марта 1961 года у Грефенберга в окрестностях Нюрнберга потерпел катастрофу Ил-18В компании ČSA, в результате чего погибли 52 человека.

## Самолёт
Ил-18В с бортовым номером OK-OAD (заводской — 180002102, серийный — 021-02) был выпущен заводом ММЗ «Знамя Труда» в 1960 году и к 31 мая передан чехословацкой Československé aerolinie a.s. (ČSA).

## Катастрофа
Самолёт выполнял международный рейс OK-511 по маршруту Прага — Цюрих — Рабат — Дакар — Конакри — Бамако. Пилотировал его экипаж, состоящий из 33-летнего командира (КВС) (налёт 8500 часов, из них 150 часов на Ил-18), 46-летнего второго пилота (налёт 11 000 часов, из них 180 часов на Ил-18), штурмана, бортинженера и бортрадиста. В салоне работали два бортпроводника и даже шеф-повар. В 19:41 Ил-18 вылетел из Пражского аэропорта и после набора высоты в 19:53 занял эшелон 200 (20 тысяч футов или 6100 метров). На его борту находились 44 пассажира.
Примерно в 20:00 экипаж вышел на связь с Рейнским диспетчерским центром и доложил, что примерное время прохождения радиомаяка Нюрнберг 20:10. В 20:09 в эфире раздался короткий непонятный шум, а затем с экрана радиолокатора пропала засветка рейса 511. Диспетчер попытался вновь связаться с ними, но безуспешно. В 20:20 диспетчеру подхода Нюрнбергского аэропорта по телефону было передано сообщение, что близ городка Грефенберг, который расположен в двух десятках километрах от Нюрнберга, обнаружено место падения обломков самолёта. Позже к месту катастрофы прилетел с соседней военной базы вертолёт, экипаж которого вскоре доложил, что выживших не обнаружено. Погибли все 52 человека на борту. На момент событий это была крупнейшая авиакатастрофа в Германии и с участием самолётов Ил-18 (на 2013 год — 4-я и 21-я соответственно).

## Расследование
Расследованием причин катастрофы занимались немецкие, чехословацкие и советские специалисты. Также поначалу в процесс изучения обломков активно вмешивались американские военные. К тому же данный самолёт не был оборудован какими-либо бортовыми самописцами. Очевидцы на земле слышали громкий гул моторов, что могло свидетельствовать о быстром снижении, который затем прекратился, но следом раздались хлопки или взрывы. Те очевидцы, которые видели сам самолёт, говорили, что тот падал по спирали и из его крыла или двигателей виднелось пламя. Согласно показаниям чехословацких радаров, после прохождения Байройта авиалайнер перешёл в резкий спуск и за 1 минуту снизился на 1500 футов. Затем он развернулся на юг и распался в воздухе. Общий разброс обломков составил 5 километров.

### Немецкая версия
Согласно выводам немецких следователей, точная причина катастрофы не может быть установлена, есть лишь версия, что самолёт распался в воздухе из-за колоссального аэродинамического сопротивления, вызванного резким снижением, которое, в свою очередь, могло быть либо непреднамеренным, либо намеренным экстренным. Так непреднамеренное снижение могло быть вызвано сбоем в работе авиагоризонтов (из-за их отказа или потери электропитания) или управляющих плоскостей (элероны, рули направления и высоты), либо потери у обоих пилотов возможности управлять самолётом (например, потеря сознания). Контраргументом к последней версии может служить то, что оба пилота перед вылетом проходили медицинское освидетельствование и были признаны здоровыми. К тому же вероятность того, что все находящиеся в кабине потеряют сознание (кроме пилотов, в кабине были также штурман, бортинженер и бортрадист), почти равна нулю. Да даже если бы это произошло, к примеру, из-за декомпрессии, то самолётом в тот момент управлял автопилот.
Также снижение могло быть намеренным, когда пилотам пришлось прибегнуть к экстренному снижению, но переоценили возможности конструкции планера, разогнав его до закритической скорости. Такое снижение могло быть вызвано сильным задымлением или наличием открытого огня. Однако на обломках и на телах жертв не было обнаружено никаких признаков пожара на борту, либо ещё каких-либо воздействий, которые заставили бы экипаж применить экстренное снижение. К тому же оба пилота налетали на самолётах примерно по полторы—две сотни часов, то есть не были новичками.
После изучения обломков немецкие следователи пришли к выводу, что наиболее вероятной причиной катастрофы стало внезапное отклонение руля высоты на пикирование, что и ввело авиалайнер в крутое снижение. Среди первопричин этого может быть сбой в работе автопилота.

### Советско-чехословацкая версия
Советско-чехословацкие специалисты раскритиковали немецкую версию и выдвинули версию, что самолёт падал уже повреждённым, так как был сбит немецкими или американскими войсками. Согласно данной версии, произошёл внешний взрыв с левой стороны, который повредил левую плоскость крыла и хвостовое оперение, что и привело к переходу в пикирование. В то же время данной версии противоречил советский отчёт 1961 года, в котором было указано, что по результатам изучения обломков следов поражения самолёта стрелковым оружием или ракетой не обнаружено. Поэтому осенью 1962 года чехословацкая сторона отправила в ICAO несколько технических комментариев к окончательному докладу, который был принят без замечаний. Фактически через 2,5 года после катастрофы чехословацкие специалисты признали версию немецкой стороны.

### Прочие версии
По мнению Мирослава Ворачека (чеш. Miroslav Voráček) — бывшего члена Комиссии по расследованию данной катастрофы, наиболее вероятно, что катастрофа была вызвана плохой настройкой триммера руля высоты или его автоматическим смещением и последующим отключением автопилота. Эту же версию поддерживали и отдельные бывшие чехословацкие лётчики и инструкторы, работавшие на Ил-18.